# Henriksdal, Helsingfors
Henriksdal (fi. Heikinlaakso) är ett delområde i stadsdelen Storskog och i Parkstads distrikt i Helsingfors stad.
I Henriksdal finns det egnahemshus och radhus, samt en del små industrier mellan Gamla Borgåvägen och Lahtisleden.